# Lincoln Red Imps Football Club
Maillots
Actualités
Le Lincoln Red Imps Football Club est un club de football semi-professionnel basé à Gibraltar. Fondé en 1976, il évolue actuellement en première division gibraltarienne, partageant le Victoria Stadium avec les autres clubs du championnat. Le club détient le record de victoires en championnat avec vingt-neuf titres remportés, dont quatorze consécutivement de 2003 à 2016. Il devient le premier club à représenter Gibraltar en Ligue des champions en 2014.

## Histoire

### Genèse du club et premiers titres (1976-1994)
Le club est formé en 1976 par Charles Polson et est alors entraîné par Charles Head. Un groupe de joueurs associés à l'ancienne équipe jeune de la police appelé Blue Batons ainsi que des joueurs libérés par les clubs de Glacis United et de St Jago's forment la première équipe de ce qui s'appelle alors le Lincoln Football Club évoluant en quatrième division en tant qu'équipe jeune.
Les joueurs de l'équipe gagnant en âge, le club intègre la troisième division gibraltarienne à l'occasion de la saison 1981-1982, remportant le championnat, et donc la promotion en deuxième division, ainsi que la coupe de la division dès leur première saison. Pour leur première saison en deuxième division, l'équipe termine au milieu de tableau. La saison suivante voit le club remporter la deuxième division et accéder à la première division pour la première fois de son histoire.
Durant la saison 1984-1985, pour sa première saison dans l'élite, le Lincoln FC remporte le championnat, partageant le titre avec Glacis United. Il s'agît du premier de leurs sept titres de champion de 1984 à 1994.

### Reconstruction et domination nationale (1994-2014)
Entre le milieu des années 1990 et le milieu des années 2000, le club voit une période de reconstruction, de nombreux joueurs de l'équipe originelle partant progressivement à la retraite et devant être remplacés. Par la suite, le club remporte quatorze fois de suite le championnat entre 2003 et 2016, battant le record de neuf titres d'affilée établi par Glacis United dans les années 1960. Il remporte également le triplé national Championnat-Coupe de Gibraltar-Coupe de la Ligue en 2004, 2005, 2006, 2007, 2008 et 2011.

### Premières participations aux compétitions européennes (2014-2020)

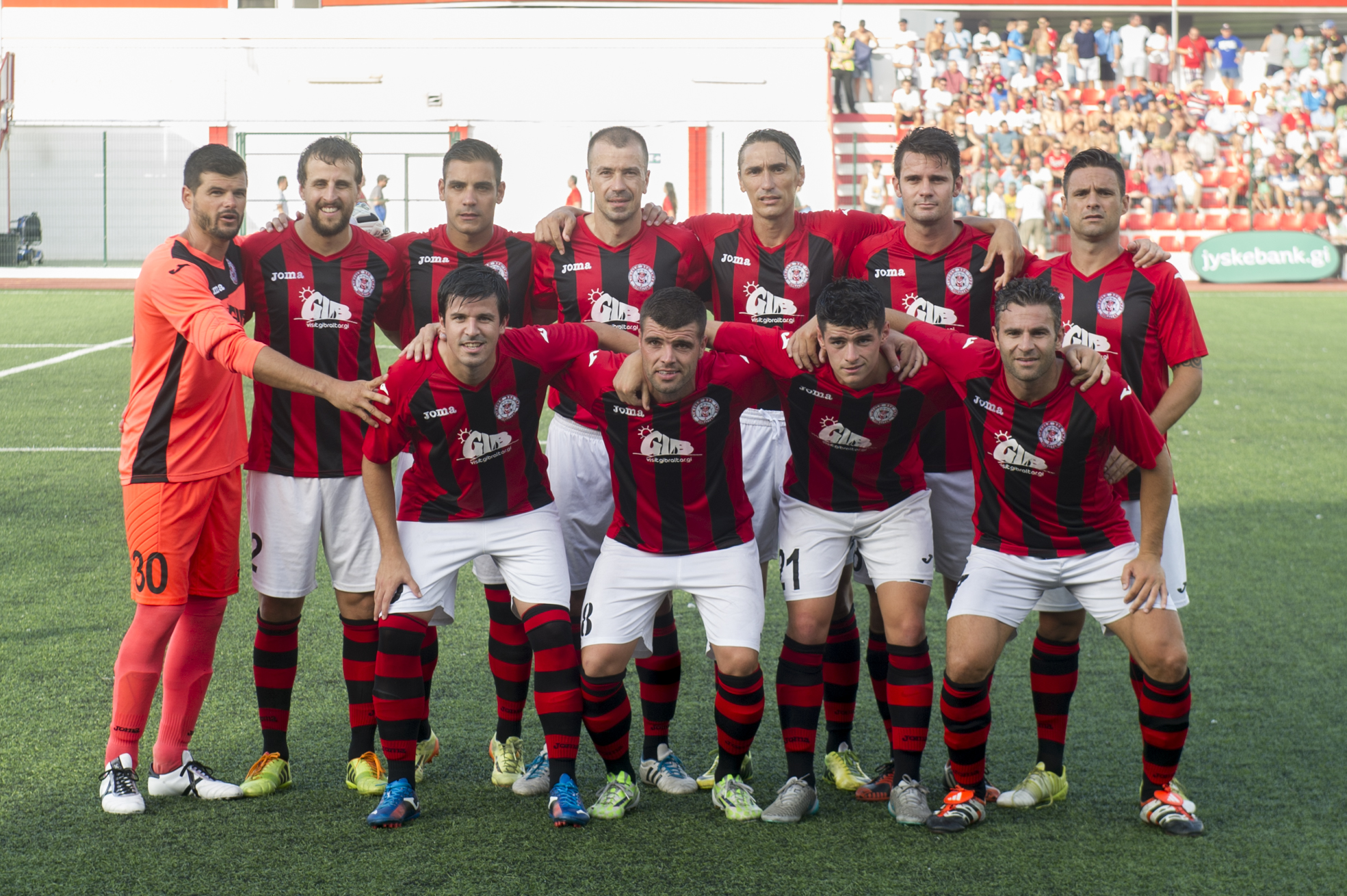
Photo d'équipe en juillet 2015.

En mai 2013, Gibraltar devient le 54e membre de l'UEFA, ce qui permet aux clubs de Gibraltar de participer aux compétitions de l'UEFA à partir de la saison 2014-2015. Lincoln Red Imps est le premier d'entre eux et dispute le premier match de coupe européenne d'un club gibraltarien à l'occasion du match aller du premier tour de qualification de la Ligue des champions face au HB Tórshavn, club des îles Féroé. Le club sort cependant perdant sur les deux confrontations sur le score final de 6 à 3. Par la suite, le club remporte la Rock Cup après sa victoire 4 à 1 face à Lynx ainsi que le championnat de Gibraltar par une marge de 16 points, se qualifiant une nouvelle fois à la Ligue des champions.
Lors du premier tour de qualification à nouveau, Lincoln est opposé cette fois au club andorran de Santa Coloma. Après un match nul 0-0 à Gibraltar, le club finit par remporter la double confrontation en l'emportant à l'Estadi Comunal sur le score de 2 buts à 1 par des buts d'Anthony Bardon et de Lee Casciaro. Cette victoire fait du Lincoln Red Imps le premier club gibraltarien à atteindre le deuxième tour de qualification de la Ligue des champions où il est opposé au FC Midtjylland, champion du Danemark, contre qui il perd finalement sur le score cumulé de 3 à 0.
La saison suivante, après être venu à bout du champion d'Estonie, le Flora Tallinn sur le score cumulé de 3 buts à 2, les Red Imps sont opposés aux écossais du Celtic Glasgow, champion d'Europe en 1967, lors du 2e tour de qualification de la Ligue des champions de l'UEFA 2016-2017. Pourtant annoncés perdant, ils créent la surprise et parviennent à remporter le match aller à domicile sur le score d'un but à zéro grâce à Lee Casciaro à la 48e minute. Ils sont cependant vaincus au match retour sur le score de 3 buts à 0. Cette saison voit également le club perdre son titre de champion pour la première fois depuis 2002 au profit de l'Europa Football Club ainsi que la finale de la Coupe face à cette même équipe.
Qualifié pour la Ligue Europa lors de la saison 2017-2018, le Lincoln Red Imps ne s'éternise finalement pas dans la compétition, étant éliminé dès le premier tour de qualification par le club chypriote de l'AEK Larnaca sur le score cumulé de 6-1, après avoir notamment subi une défaite 5-0 au match aller à l'AEK Arena,. La saison voit cependant le club retrouver sa couronne de champion de Gibraltar, bien qu'il échoue une nouvelle fois en Coupe face à l'Europa FC, cette fois-ci au stade des demi-finales.
Débutant la saison suivante lors du tour préliminaire de la Ligue des champions, disputé entièrement au Victoria Stadium de Gibraltar, les Red Imps remportent dans un premier temps leur demi-finale face au club saint-marinais du SP La Fiorita avant d'être vaincus en finale par les Kosovars du KF Drita, amenant au repêchage de l'équipe lors du deuxième tour de qualification de la Ligue Europa. L'aventure dans cette dernière compétition s'avère également brève, l'équipe étant éliminée d'entrée par les Gallois de The New Saints.
L'exercice 2019-2020 voit le club être à nouveau éliminé rapidement des compétitions européennes tandis que le championnat est arrêté de manière anticipée en raison de la pandémie de Covid-19, les Red Imps se classant alors troisième. Cela leur permet malgré tout de prendre part à la Ligue Europa 2020-2021 où l'équipe atteint le deuxième tour de qualification avant d'être battu par les écossais des Rangers.

### Première qualification en phase de groupes (depuis 2021)
Remportant un nouveau doublé Coupe-Championnat au terme de la saison 2020-2021, Lincoln retrouve alors les tours préliminaires de la Ligue des champions où il démarre cette fois directement au premier tour qualification. Après avoir passé avec brio le champion luxembourgeois du CS Fola Esch, notamment à la faveur d'une victoire 5-0 à domicile au match retour, les Gibraltariens sont cependant éliminés dès la phase suivante par le club roumain du CFR Cluj. Alors repêché en Ligue Europa, ils sont là aussi battus par les Slovaques du Slovan Bratislava et se trouvent alors opposé à l'équipe lettone du Riga FC dans le cadre des barrages de la nouvelle Ligue Europa Conférence. Après avoir obtenu un résultat nul 1-1 à l'extérieur au match aller, les deux clubs se neutralisent une nouvelle fois sur le même score au Victoria Stadium lors de la deuxième manche mais finissent par se départager lors de la prolongation qui voit les Red Imps inscrire deux buts pour s'imposer et devenir la première équipe de Gibraltar à atteindre la phase de groupes d'une compétition européenne. Tiré dans le groupe F en compagnie du FC Copenhague, du PAOK Salonique et du Slovan Bratislava, Lincoln échoue cependant à décrocher le moindre point, finissant sur un bilan de six défaites en autant de matchs et 17 buts encaissés pour 2 marqués.
Le club remporte son 26e titre de champion lors de la saison 2021-2022 et conserve son titre la saison suivante.

## Bilan sportif

### Palmarès
- Championnat de Gibraltar (29)[18]
  - Champion : 1985, 1986, 1990, 1991, 1992, 1993, 1994, 2001, 2003, 2004, 2005, 2006, 2007, 2008, 2009, 2010, 2011, 2012, 2013, 2014, 2015, 2016, 2018, 2019, 2021, 2022, 2023, 2024 et 2025.

- Coupe de Gibraltar (20)[19]
  - Vainqueur : 1986, 1989, 1990, 1993, 1994, 2002, 2004, 2005, 2006, 2007, 2008, 2009, 2010, 2011, 2014, 2015, 2016, 2021 et 2022 et 2024.
  - Finaliste : 2001, 2003, 2017 et 2023.

- Coupe de la Ligue (18)[20]
  - Vainqueur : 1987, 1988, 1989, 1990, 1991, 1992, 1993, 2000, 2002, 2003, 2004, 2005, 2006, 2007, 2008, 2011, 2012, 2014
  - Finaliste : 2009

- Supercoupe de Gibraltar (13)
  - Vainqueur : 2001, 2002, 2004, 2007, 2008, 2009, 2010, 2011, 2013, 2014, 2015, 2017[21] et 2022.
  - Finaliste : 2003, 2005, 2006, 2012, 2016, 2018, 2019, 2021, 2023 et 2024.

### Bilan par saison
Légende
- Vainqueur de la compétition
- Vice-champion ou finaliste de la compétition

| Saison    | Championnat | Championnat | Championnat | Championnat | Championnat | Championnat | Championnat | Championnat | Championnat | Championnat | Coupe de Gibraltar | Coupes d'Europe | Coupes d'Europe   |
| Saison    | Division    | Pos         | Pts         | J           | V           | N           | D           | BP          | BC          | Diff        | Coupe de Gibraltar | C               | Résultat          |
| --------- | ----------- | ----------- | ----------- | ----------- | ----------- | ----------- | ----------- | ----------- | ----------- | ----------- | ------------------ | --------------- | ----------------- |
| 1999-2000 | 1re         | 4e          | 28          | 20          | 9           | 1           | 10          | 54          | 41          | +13         | Demi-finales       | —               | —                 |
| 2000-2001 | 1re         | 1er         | 58          | 24          | 19          | 1           | 4           | 73          | 26          | +47         | Finale             | —               | —                 |
| 2001-2002 | 1re         | 2e          | 45          | 21          | 14          | 3           | 4           | 66          | 32          | +44         | Vainqueur          | —               | —                 |
| 2002-2003 | 1re         | 1er         | 30          | 15          | 9           | 3           | 3           | 56          | 24          | +32         | Finale             | —               | —                 |
| 2003-2004 | 1re         | 1er         | 35          | 15          | 11          | 2           | 2           | 54          | 17          | +37         | Vainqueur          | —               | —                 |
| 2004-2005 | 1re         | 1er         | 37          | 15          | 12          | 1           | 2           | 47          | 11          | +36         | Vainqueur          | —               | —                 |
| 2005-2006 | 1re         | 1er         | 42          | 16          | 13          | 3           | 0           | 42          | 8           | +34         | Vainqueur          | —               | —                 |
| 2006-2007 | 1re         | 1er         | 34          | 16          | 10          | 4           | 2           | 34          | 17          | +17         | Vainqueur          | —               | —                 |
| 2007-2008 | 1re         | 1er         | 38          | 16          | 11          | 5           | 0           | 48          | 17          | +31         | Vainqueur          | —               | —                 |
| 2008-2009 | 1re         | 1er         | 31          | 12          | 10          | 1           | 1           | 41          | 16          | +25         | Vainqueur          | —               | —                 |
| 2009-2010 | 1re         | 1er         | 52          | 18          | 17          | 1           | 0           | 67          | 12          | +55         | Vainqueur          | —               | —                 |
| 2010-2011 | 1re         | 1er         | 52          | 20          | 16          | 4           | 0           | 72          | 22          | +50         | Vainqueur          | —               | —                 |
| 2011-2012 | 1re         | 1er         | 54          | 20          | 17          | 3           | 0           | 82          | 18          | +64         | Demi-finales       | —               | —                 |
| 2012-2013 | 1re         | 1er         | 41          | 15          | 13          | 2           | 0           | 68          | 13          | +55         | Demi-finales       | —               | —                 |
| 2013-2014 | 1re         | 1er         | 36          | 14          | 11          | 3           | 0           | 66          | 6           | +60         | Vainqueur          | —               | —                 |
| 2014-2015 | 1re         | 1er         | 58          | 21          | 19          | 1           | 1           | 80          | 12          | +68         | Vainqueur          | C1              | Premier tour Q    |
| 2015-2016 | 1re         | 1er         | 76          | 27          | 25          | 1           | 1           | 130         | 9           | +121        | Vainqueur          | C1              | Deuxième tour Q   |
| 2016-2017 | 1re         | 2e          | 72          | 27          | 23          | 3           | 1           | 100         | 16          | +84         | Finale             | C1              | Deuxième tour Q   |
| 2017-2018 | 1re         | 1er         | 65          | 27          | 21          | 2           | 4           | 71          | 19          | +52         | Demi-finales       | C3              | Premier tour Q    |
| 2018-2019 | 1re         | 1er         | 66          | 27          | 21          | 3           | 3           | 84          | 19          | +65         | Deuxième tour      | C1              | Tour préliminaire |
| 2018-2019 | 1re         | 1er         | 66          | 27          | 21          | 3           | 3           | 84          | 19          | +65         | Deuxième tour      | C3              | Deuxième tour Q   |
| 2019-2020 | 1re         | 3e          | 39          | 17          | 12          | 0           | 4           | 68          | 15          | +53         | Demi-finales       | C1              | Tour préliminaire |
| 2019-2020 | 1re         | 3e          | 39          | 17          | 12          | 0           | 4           | 68          | 15          | +53         | Demi-finales       | C3              | Deuxième tour Q   |
| 2020-2021 | 1re         | 1er         | 48          | 20          | 15          | 3           | 2           | 62          | 13          | +49         | Vainqueur          | C3              | Deuxième tour Q   |
| 2021-2022 | 1re         | 1er         | 58          | 20          | 19          | 1           | 0           | 65          | 17          | +48         | Vainqueur          | C1              | Deuxième tour Q   |
| 2021-2022 | 1re         | 1er         | 58          | 20          | 19          | 1           | 0           | 65          | 17          | +48         | Vainqueur          | C3              | Troisième tour Q  |
| 2021-2022 | 1re         | 1er         | 58          | 20          | 19          | 1           | 0           | 65          | 17          | +48         | Vainqueur          | C4              | Phase de groupes  |
| 2022-2023 | 1re         | 1er         | 52          | 20          | 17          | 1           | 2           | 68          | 14          | +54         | Finale             | C1              | Premier tour Q    |
| 2022-2023 | 1re         | 1er         | 52          | 20          | 17          | 1           | 2           | 68          | 14          | +54         | Finale             | C4              | Deuxième tour Q   |
| 2023-2024 | 1re         | 1er         | 65          | 25          | 21          | 2           | 2           | 86          | 15          | +71         | Vainqueur          | C1              | Premier tour Q    |
| 2023-2024 | 1re         | 1er         | 65          | 25          | 21          | 2           | 2           | 86          | 15          | +71         | Vainqueur          | C4              | Troisième tour Q  |
| 2024-2025 | 1re         | 1er         | 66          | 25          | 21          | 3           | 1           | 68          | 7           | +61         | Demi-finales       | C1              | Deuxième tour Q   |
| 2024-2025 | 1re         | 1er         | 66          | 25          | 21          | 3           | 1           | 68          | 7           | +61         | Demi-finales       | C3              | Troisième tour Q  |
| 2024-2025 | 1re         | 1er         | 66          | 25          | 21          | 3           | 1           | 68          | 7           | +61         | Demi-finales       | C4              | Barrages          |

1. ↑  La saison 2019-2020 est arrêtée de manière anticipée en raison de la pandémie de Covid-19. De ce fait, aucun vainqueur n'est désigné en championnat tandis que la coupe est arrêtée au stade des demi-finales.

### Bilan européen
Le match aller face au HB Tórshavn comptant pour le premier tour de qualification de la Ligue des champions 2014-2015 marque à la fois le premier match de compétition européenne de l'histoire du club, mais également le premier match disputé par un club gibraltarien dans une compétition de l'UEFA.
Lors de la saison 2021-2022, les Red Imps atteignent la phase de groupes de la Ligue Europa Conférence, finissant par la suite derniers de la poule F.
Note : dans les résultats ci-dessous, le score du club est toujours donné en premier.
| Saison    | Compétition             | Tour              | Club                     | Domicile             | Extérieur            | Total                |
| --------- | ----------------------- | ----------------- | ------------------------ | -------------------- | -------------------- | -------------------- |
| 2014-2015 | Ligue des champions     | Premier tour Q    | HB Tórshavn              | 1 - 1                | 2 - 5                | 3 - 6                |
| 2015-2016 | Ligue des champions     | Premier tour Q    | Santa Coloma             | 0 - 0                | 2 - 1                | 2 - 1                |
| 2015-2016 | Ligue des champions     | Deuxième tour Q   | FC Midtjylland           | 0 - 2                | 0 - 1                | 0 - 3                |
| 2016-2017 | Ligue des champions     | Premier tour Q    | Flora Tallinn            | 2 - 0                | 1 - 2                | 3 - 2                |
| 2016-2017 | Ligue des champions     | Deuxième tour Q   | Celtic Glasgow           | 1 - 0                | 0 - 3                | 1 - 3                |
| 2017-2018 | Ligue Europa            | Premier tour Q    | AEK Larnaca              | 1 - 1                | 0 - 5                | 1 - 6                |
| 2018-2019 | Ligue des champions     | Tour préliminaire | SP La Fiorita            | 2 - 0                | 2 - 0                | 2 - 0                |
| 2018-2019 | Ligue des champions     | Tour préliminaire | KF Drita                 | 1 - 4 ap             | 1 - 4 ap             | 1 - 4 ap             |
| 2018-2019 | Ligue Europa            | Deuxième tour Q   | The New Saints           | 1 - 1                | 1 - 2                | 2 - 3                |
| 2019-2020 | Ligue des champions     | Tour préliminaire | KF Feronikeli            | 0 - 1                | 0 - 1                | 0 - 1                |
| 2019-2020 | Ligue Europa            | Deuxième tour Q   | Ararat-Armenia           | 1 - 2                | 0 - 2                | 1 - 4                |
| 2020-2021 | Ligue Europa            | Tour préliminaire | FC Pristina              | Victoire par forfait | Victoire par forfait | Victoire par forfait |
| 2020-2021 | Ligue Europa            | Premier tour Q    | Union Titus Pétange      | 2 - 0                | N/A                  | 2 - 0                |
| 2020-2021 | Ligue Europa            | Deuxième tour Q   | Glasgow Rangers          | 0 - 5                | N/A                  | 0 - 5                |
| 2021-2022 | Ligue des champions     | Premier tour Q    | CS Fola Esch             | 5 - 0                | 2 - 2                | 7 - 2                |
| 2021-2022 | Ligue des champions     | Deuxième tour Q   | CFR Cluj                 | 1 - 2                | 0 - 2                | 1 - 4                |
| 2021-2022 | Ligue Europa            | Troisième tour Q  | Slovan Bratislava        | 1 - 3                | 1 - 1                | 2 - 4                |
| 2021-2022 | Ligue Europa Conférence | Barrages Q        | Riga FC                  | 3 - 1 ap             | 1 - 1                | 4 - 2                |
| 2021-2022 | Ligue Europa Conférence | Groupe F          | FC Copenhague            | 0 - 4                | 1 - 3                | Quatrième            |
| 2021-2022 | Ligue Europa Conférence | Groupe F          | PAOK Salonique           | 0 - 2                | 0 - 2                | Quatrième            |
| 2021-2022 | Ligue Europa Conférence | Groupe F          | Slovan Bratislava        | 1 - 4                | 0 - 2                | Quatrième            |
| 2022-2023 | Ligue des champions     | Premier tour Q    | KF Shkupi                | 2 - 0                | 0 - 3                | 2 - 3                |
| 2022-2023 | Ligue Europa Conférence | Deuxième tour Q   | Tobol Kostanaï           | 0 - 1                | 0 - 2                | 0 - 3                |
| 2023-2024 | Ligue des champions     | Premier tour Q    | Qarabağ FK               | 1 - 2                | 0 - 4                | 1 - 6                |
| 2023-2024 | Ligue Europa Conférence | Troisième tour Q  | KF Ballkani              | 1 - 3                | 0 - 2                | 1 - 5                |
| 2024-2025 | Ligue des champions     | Premier tour Q    | Ħamrun Spartans          | 0 - 1 ap             | 1 - 0                | 1 - 1 (5 - 4 tab)    |
| 2024-2025 | Ligue des champions     | Deuxième tour Q   | Qarabağ FK               | 0 - 2                | 0 - 5                | 0 - 7                |
| 2024-2025 | Ligue Europa            | Troisième tour Q  | Dinamo Minsk             | 2 - 1                | 0 - 2                | 2 - 3                |
| 2024-2025 | Ligue Conférence        | Barrages Q        | Larne FC                 | 2 - 1                | 1 - 3                | 3 - 4                |
| 2025-2026 | Ligue des champions     | Premier tour Q    | Víkingur Gøta            | 1 - 0                | 3 - 2                | 4 - 2                |
| 2025-2026 | Ligue des champions     | Deuxième tour Q   | Étoile rouge de Belgrade | 0 - 1                | 1 - 5                | 1 - 6                |
| 2025-2026 | Ligue Europa            | Troisième tour Q  | FC Noah                  | 1 - 1                | 0 - 0 ap             | 1 - 1 (6 - 5 tab)    |
| 2025-2026 | Ligue Europa            | Barrages Q        | SC Braga                 | -                    | -                    | -                    |

1. ↑  Affecté par plusieurs cas de Covid-19 au sein de son effectif, le FC Pristina se trouve dans l'incapacité de disputer la rencontre contre Lincoln Red Imps et est déclaré perdant par forfait[25].

Légende
- Victoire ou qualification pour le tour suivant
- Match nul
- Défaite ou élimination de la compétition

## Identité visuelle

Logo de 1976 à 2013
Depuis 2013